# Kaestlea palnica
Kaestlea palnica — вид сцинкоподібних ящірок родини сцинкових (Scincidae). Ендемік Індії.

## Поширення і екологія
Kaestlea palnica мешкають в Західних Гатах на півдні Індії, де спостерігалися в горах Палані. Вони живуть у високогірних вічнозелених лісах. Зустрічаються на висоті від 2000 до 2500 м над рівнем моря.